# Le Hommet-d'Arthenay
Le Hommet-d'Arthenay är en kommun i departementet Manche i regionen Normandie i norra Frankrike. Kommunen ligger i kantonen Saint-Jean-de-Daye som tillhör arrondissementet Saint-Lô. År 2018 hade Le Hommet-d'Arthenay 345 invånare.

## Befolkningsutveckling
Antalet invånare i kommunen Le Hommet-d'Arthenay
| Referens: INSEE |